# Brienzwiler
Brienzwiler je obec v okrese Interlaken-Oberhasli v kantonu Bern ve Švýcarsku. Žije zde 478 obyvatel.

## Geografie

Letecký pohled (1956)

Obec Brienzwiler leží v pohoří Berner Oberland na úpatí Wilerhornu na kopci nad Brienzským jezerem. K Brienzwileru patří také osada Balmhof, která leží níže v údolí Aary pod strmou skálou (Balm). Sousední obce ve směru hodinových ručiček od severu jsou: Lungern, Meiringen, Brienz a Hofstetten bei Brienz.
Kromě toho na druhé straně údolí Aary k obci patří úsek neobydlených hor s vysokohorskými pastvinami, který je od obce zcela oddělen, ale rozlohou tvoří větší část obce. Sousedními obcemi tohoto území jsou Meiringen, Grindelwald a Brienz. Nejvyšší horou je zde Wildgärst s nadmořskou výškou 2891 m n. m.

## Historie
Obec je poprvé zmíněna roku 1347 jako Wiler am Brünig. Od středověku byla lénem ministeriála Rudenze z panství Ringgenberg. Rudenzové ji v roce 1361 prodali Bernburkům, od nichž přešla na různé světské a církevní spoluvlastníky Bernu. V roce 1383 získal Bern od posledního pána z Ringgenbergu právo povolat lid Brienzwileru do války s říší Hasli. Když v roce 1460 klášter v Interlakenu zažaloval zemské právo Brienzwileru s Hasli, Bern ho zrušil. V roce 1522 přešla obec pod Bern, v roce 1528 do interlakenského hofmistrovství. Hlavním zaměstnáním byl chov dobytka, k němuž patřilo údolní a alpské zemědělství; v r. 1372 došlo ke sporu s Meiringenem o alpské pastviny a pozemky. Jako průjezdní obec na průsmyku Brünig se podílela na tranzitní dopravě a od 19. století na turistickém ruchu. V roce 1888 byla napojena na železnici Brünigbahn.

## Obyvatelstvo
| Vývoj počtu obyvatel | Vývoj počtu obyvatel | Vývoj počtu obyvatel | Vývoj počtu obyvatel | Vývoj počtu obyvatel | Vývoj počtu obyvatel | Vývoj počtu obyvatel | Vývoj počtu obyvatel | Vývoj počtu obyvatel |
| -------------------- | -------------------- | -------------------- | -------------------- | -------------------- | -------------------- | -------------------- | -------------------- | -------------------- |
| Rok                  | 1764                 | 1850                 | 1880                 | 1900                 | 1950                 | 1980                 | 1990                 | 2000                 |
| Počet obyvatel       | 293                  | 610                  | 760                  | 662                  | 579                  | 473                  | 536                  | 580                  |

## Doprava
Obec má vlastní napojení na dálnici A8. Jižní hranicí obce prochází železniční trať Zentralbahn Meiringen–Interlaken se dvěma zastávkami v Brienzwileru (u Balmhofu) a Unterbachu. Obě zastávky jsou však vzdáleny od centra obce. Samotnou obec a Ballenberg obsluhuje poštovní autobusová linka z Brienzu do Haslibergu.
V údolí mimo obec se nachází vojenské letiště švýcarského letectva Meiringen.